# Ивайло Мирчев (политик)
Ивайло Николаев Мирчев е български политик от коалиция ,,Продължаваме Промяната – Демократична България’’ и IT предприемач, народен представител от XLV, XLVI, XLVII и XLVIII, XLIX народно събрание, L народно събрание, както и в LI народно събрание, председател на постоянната Комисия по дигитализация, електронно управление и информационни технологии към XLVI народно събрание на Република България. В XLVII народно събрание Ивайло е заместник-председател на постоянната Комисия по енергетика и член на постоянната Комисия по вътрешна сигурност и обществен ред. Член е на Изпълнителния съвет на „Да, България!“. Създател е и на компания за разработка на иновативни устройства за управление на дома през интернет.

## Биография
Ивайло Мирчев е роден в Толбухин на 6 май 1980 година. Бащата на Ивайло Мирчев – Николай Мирчев, е дългогодишен първи секретар на Общинския съвет на БКП в Крушари. Завършва бакалавър в Стопанска академия „Д. А. Ценов“ със специалност „Маркетинг“, както и магистратура в БАН и със специалност „Финанси“. От 2010 година работи в сферата на информационните технологии и списва личен блог на тази тема.
През 2014 година основава компанията Pro Smart System, която разработва IoT решения, които помагат на хората да използват енергията в дома си по-разумно, със силен фокус върху изследователската и развойна дейност, както и международната търговия.

## Обществена и политическа дейност
От 2010 година Ивайло Мирчев е основен експертен двигател в поредица независими граждански каузи в областта на електронното управление и модернизацията на администрацията.
През 2010 г. той е един от инициаторите на „България без дим“, която отстоява забраната за пушене на обществени места, а през лятото на 2013 г. става едно от лицата на спонтанното движение #Дансwithme.
През 2014 и 2015 г. Ивайло Мирчев има ключова роля в събитията, които довеждат до отстраняването на скандално известния ректор на Стопанска академия „Д. А. Ценов“ Величко Адамов През 2015 година става част от инициативния комитет „Гласувай без граници“, който провежда независима кампания в подкрепа на възможността за електронно гласуване на проведения Референдум за дистанционното гласуване в България (2015) – завършила с успех.
От 2014 Ивайло Мирчев е активист за повишаване на избирателната активност в България, като през 2015 е сред гражданските лидери, които се противопоставят на решението на парламента (2015) за намаляване на изборните секции в чужбина с кампанията #ИскамДаГласувам, масово популярна в България и сред българите в чужбина.
През 2015 година става част от инициативата „Правосъдие за всеки“, която защитава каузата за необходимостта от дълбока съдебна реформа.
През 2016 г. става член на инициативния комитет за учредяване на „Да, България!“ и през 2017, в деня на самото учредяване, е избран за член на Националния съвет на партията. Няколко дни по-късно Националният съвет го избира и за член на Изпълнителния съвет.
През 2019 и 2020 г. Ивайло Мирчев ръководи екипа от доброволци на Демократична България, които създават и подаряват на 8 софийски района специално мобилно приложение за комуникация с гражданите.
По време на социалната изолация, предизвикана от Пандемията от коронавирус (2019 – 2020) Ивайло Мирчев инициира и ръководи екипа по създаването на платформа за хора, търсещи или предлагащи помощ по време на пандемията – pomogni.net
През 2021 Ивайло Мирчев е избран за народен представител в XLV народно събрание от 24-ти многомандатен избирателен район, издигнат от коалиция „Демократична България“. На изборите на 11 юли Ивайло Мирчев е избран за народен представител в XLVI народно събрание от 2-ри многомандатен избирателен район, издигнат от коалиция „Демократична България“. Избран е и за председател на постоянната Комисия по дигитализация, електронно управление и информационни технологии към XLVI народно събрание на Република България.
На изборите на 14 ноември 2021 г. Ивайло Мирчев е избран за народен представител в XLVII народно събрание. Избран е от листата на „Демократична България“ в Бургас. В XLVII народно събрание той е заместник-председател на постоянната парламентарна комисия по енергетика. Мирчев е член и на комисията по вътрешна сигурност и обществен ред, временна комисия за въпросите с енергийната криза и предложение за справяне с нея, временна комисия за проверка на обстоятелствата, довели до спиране на природния газ от ООО „Газпром експорт“, и проведената процедура за избор на алтернативни доставчици от „Булгаргаз“ – ЕАД, временна комисия за установяване на всички факти и обстоятелства, свързани с доставката на суров петрол до производителя на горива „Лукойл Нефтохим Бургас" АД, временна комисия за установяване на всички факти и обстоятелства, свързани с подписания от правителството Меморандум за 1 млрд. долара с GEMCORP и IP3 CORPORATION и заместващ член в делегация в Парламентарната асамблея на Организацията за сигурност и сътрудничество в Европа.
В рамките на XLVII НС Мирчев е и зам.-председател на групата за приятелство България – Украйна, член е на групите за приятелство България – САЩ, България – Индия, България – Израел, България – Германия, България – Великобритания и България – Азербайджан.
В рамките на XLIX НС Мирчев е председател на групата за приятелство България – Украйна.